# Craspedonotus
Craspedonotus — род жужелиц из подсемейства Broscinae.

## Описание
Надкрылья чёрного цвета. Усики и ноги редуцированные: первый сегмент усиков и голени жёлтые. Голова с неглубоким вдавлением на темени, снизу без желобков. Подбородок с парой щетинок. Задние боковые щетинки переднеспинки прикреплены у основания шеевидного сужения. Первый-четвёртый сегменты лапок средних и задних ног снизу с шипиками или щетинками только вдоль наружного края, внутренний край голый, кроме вершины. Пенис снизу без выростов у середины.

## Систематика
В составе рода:
- Craspedonotus himalayanus
- Craspedonotus margellanicus
- Craspedonotus tibialis